# Arbeitslager Heidelberg

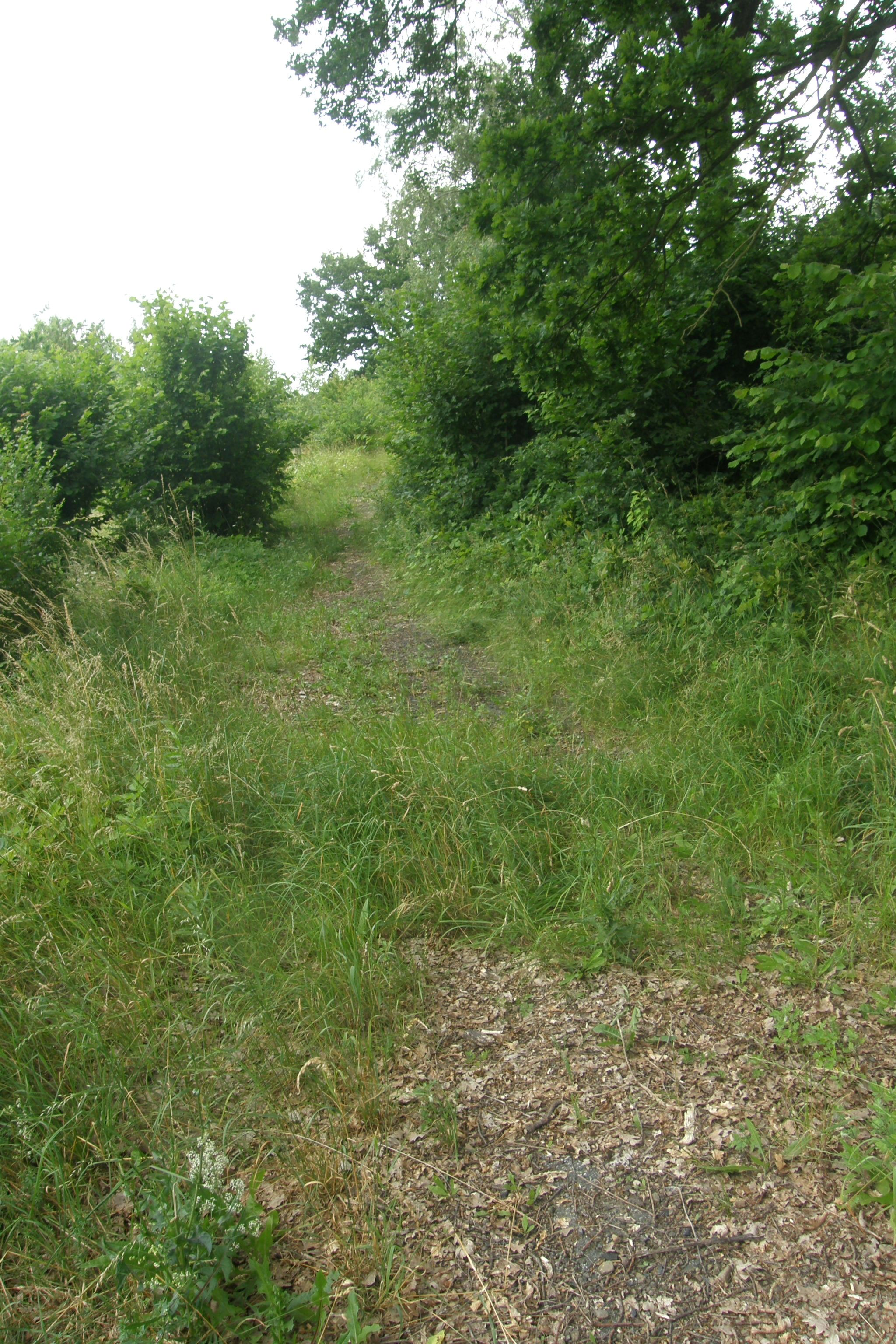
Standort von Baracken

Das Arbeitslager Heidelberg wurde 1939 als Barackenlager für die beim Bau der Reichsautobahn Wien–Breslau beschäftigten Arbeiter auf dem Kataster der Gemeinde Mladkov im besetzten Protektorat Böhmen und Mähren errichtet. Von 1943 bis 1945 war es ein Arbeitserziehungslager für Jugendliche. Nach dem Ende des Zweiten Weltkrieges diente es zunächst als Internierungslager für mutmaßliche NS-Kollaboranten, als Aussiedlungslager für Deutsche und letztlich als Pionierlager „Skřivánek“. Erhalten sind nur Mauerreste und Treppen.

## Lage
Das ehemalige Lager befindet sich 500 m nordöstlich des Dorfes Mladkov am westlichen Fuße der 431 m n.m. hohen Erhebung Skalka.

## Geschichte

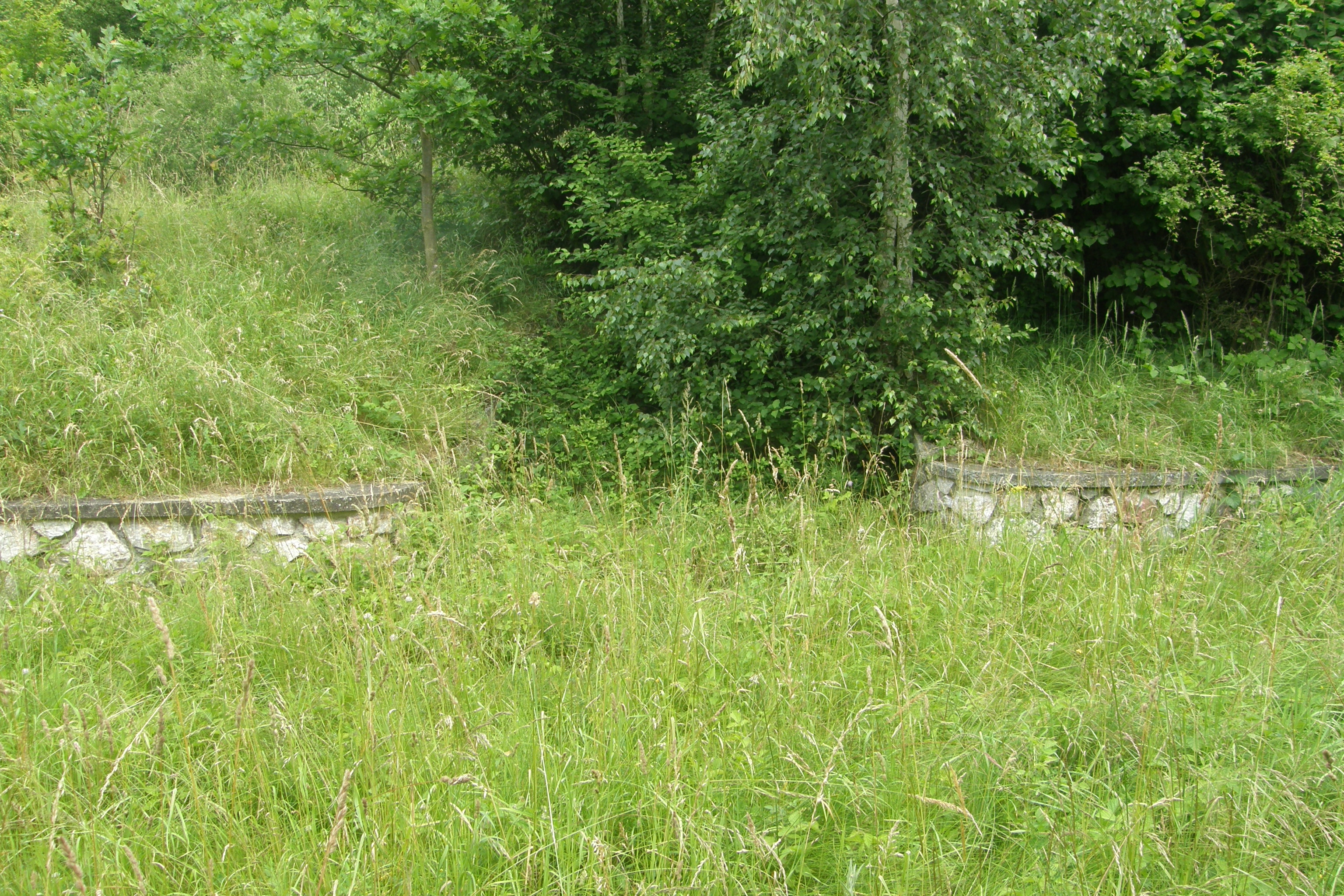
Mauerreste

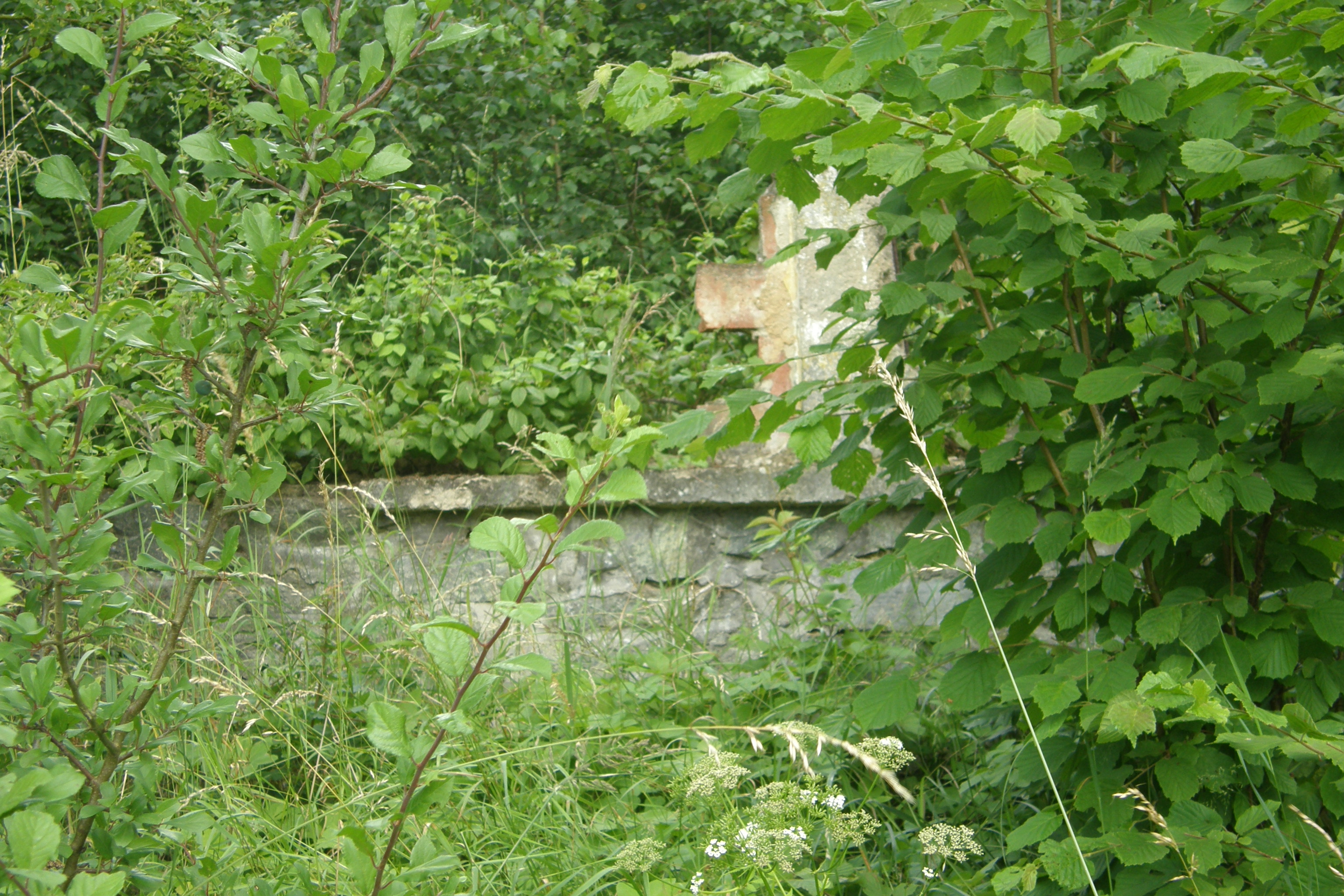
Mauerreste

Mit dem Beginn der Bauarbeiten an der Reichsautobahn Wien–Breslau wurden 1939 entlang der Trasse für die Arbeiter aus weiter entfernten Orten mehrere Barackenlager errichtet, die nach deutschen Städten benannt wurden. Bei Mladkov wurde das „Arbeitslager Heidelberg“ für 300–350 Arbeiter errichtet. Das Lager bestand aus vier geräumigen Holzbaracken als Unterkünfte sowie weiteren Baracken mit Gemeinschaftsküche, einem Lager, einem Speiseraum und Sanitärräumen. Im Dorf selbst entstand eine weiträumige Baracke mit Arbeitsplätzen für die 14 Lagerangestellten.
Nach der im Februar 1942 erfolgten Einstellung der Arbeiten an der Autobahn wurde das Lager – nun mit einem hohen Plattenzaun und zwei Wachtürmen gesichert, zu einem der Geheimen Staatspolizei unterstehenden Arbeitserziehungslager umgestaltet. Die ehemalige Verwaltungsbaracke in Mladkov verlor nach der Umwandlung zu einem geschlossenen Lager ihren Nutzungszweck und wurde 1943 abgebrochen. Im Dezember 1943 kamen die ersten Gefangenen an. Inhaftiert wurden zunächst Jugendliche im Alter von 14 bis 20 Jahren, die sich der Dienstverpflichtung zur Zwangsarbeit im NS-Staat entzogen hatten. Im Durchschnitt war das Lager mit 200 Gefangenen belegt, nach Schätzungen waren während des Bestehens des Arbeitslager ca. 500–600 Personen dort untergebracht. Für die Bewachung des Lagers wurde eine 20 Mann starke Einheit der Boskowitzer Gendarmerie unter dem Kommando des Vrchní strážmistr / Oberwachtmeisters Alois Schwarzberger abgestellt. Die Häftlinge wurden unter der Aufsicht der Gendarmen für schwere Feld- und Forstarbeit, beim Bau der Wasserversorgung in der benachbarten Stadt Boskowitz sowie in verschiedenen Fabriken der Umgebung eingesetzt. Ab September 1944 wurden in dem Lager auch ältere Gefangene untergebracht. Am 20. April 1945 wurde das Arbeitserziehungslager aufgelöst.
Unmittelbar nach dem Ende des Zweiten Weltkrieges wurden ab dem 9. Mai 1945 in den Baracken zunächst ca. 750 Personen deutscher, ungarischer und tschechoslowakischer Nationalität interniert, die der NS-Kollaboration beschuldigt wurden. Danach diente es bis zum Mai 1946 zur Internierung von auszusiedelnden Deutschen. Anschließend wurde das Lager „Heidelberg“ zu einem Pionierlager umgestaltet, das zuletzt den Namen „Skřivánek“ erhielt. Im März 1950 wurden in den Baracken zeitweilig mehrere hundert griechische Bürgerkriegsflüchtlinge untergebracht. 
Nach der Samtenen Revolution 1968 wurde das Pionierlager „Skřivánek“ 1990 privatisiert. Der neue Besitzer hatte kein Interesse am Erhalt des Lagers und überließ es dem Verfall. In dieser Zeit wurde das Lager ausgeplündert, verwüstet und etliche Gebäude niedergebrannt. František Pačinek, der in den Jahren 2001–2002 das ehemalige Lager aufgekauft hatte, ließ alle in Folge der Vernachlässigung seines Vorbesitzers unbrauchbar gewordenen Baracken einschließlich der Grundmauern abtragen.